# Generalversammlung von Uruguay

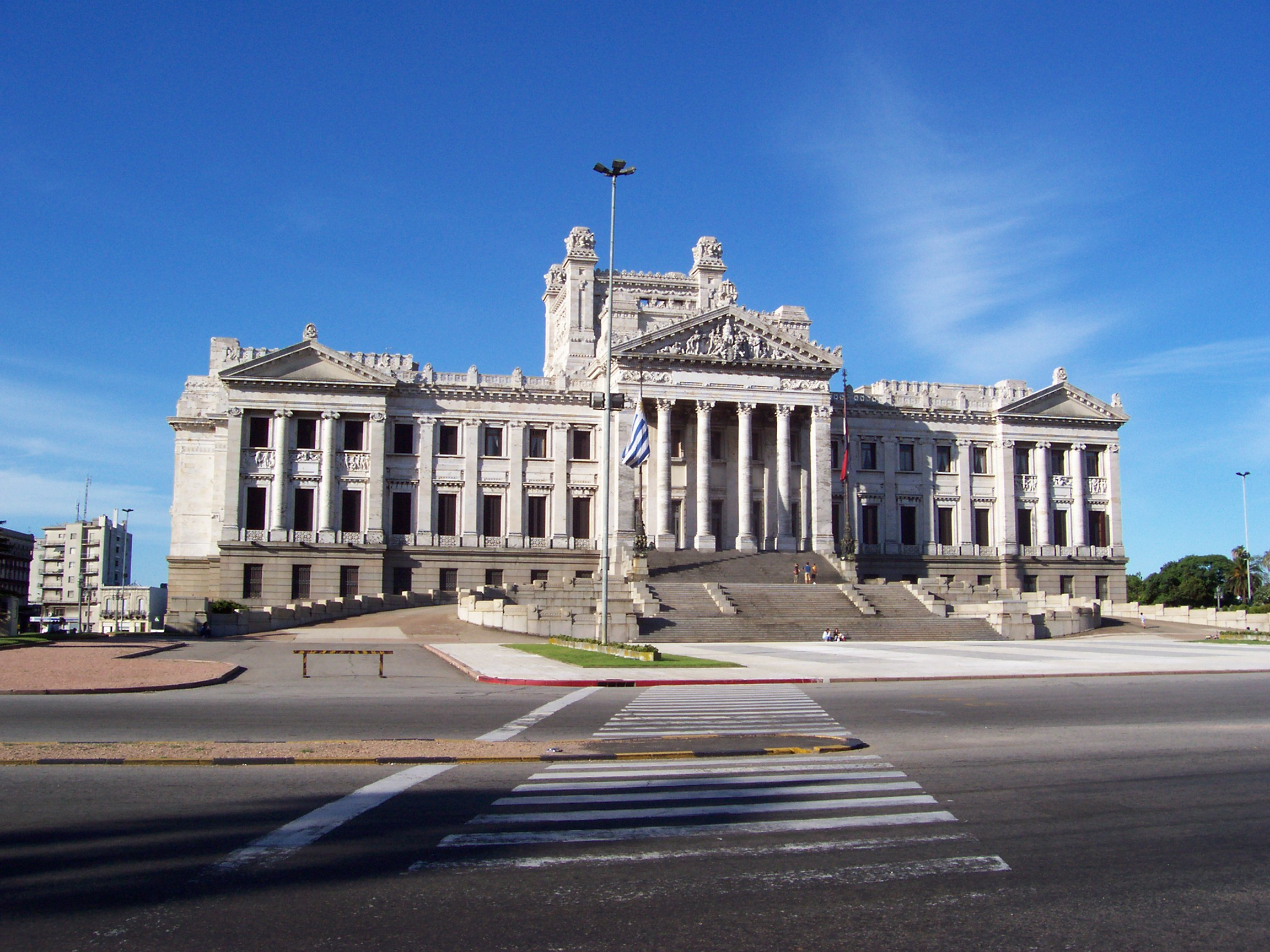
Palacio Legislativo

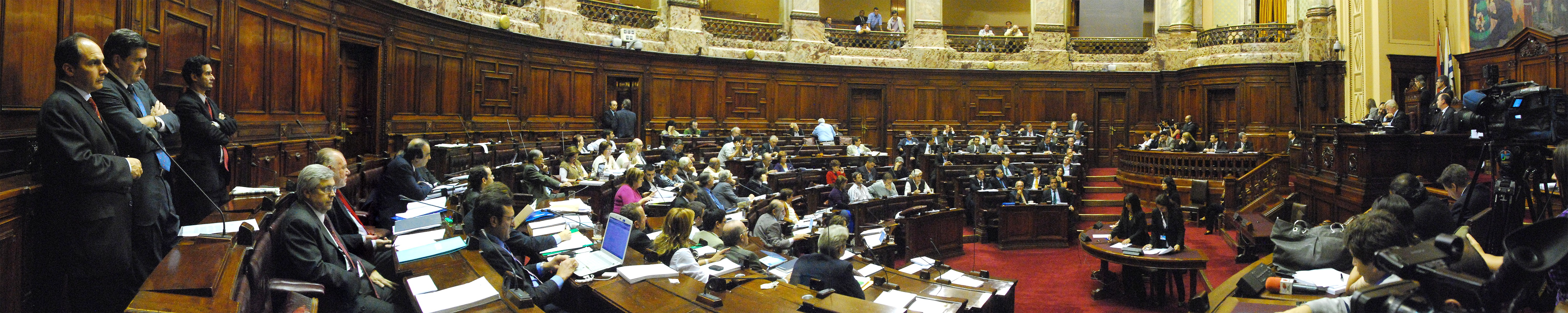
Sitzung in der Asamblea General am 7. April 2011

Die Generalversammlung von Uruguay (spanisch Asamblea General) ist das Legislativ-Organ des Staates Uruguay.
Sie ist in ein Zweikammersystem, bestehend aus Abgeordnetenkammer (Cámara de Representantes ) und Senat (Cámara de Senadores), aufgeteilt und befindet sich in der Hauptstadt Montevideo im Palacio Legislativo.
Die Sitzungen der Asamblea General beginnen nach Artikel 104 der uruguayischen Verfassung am 1. März eines jeden Jahres. Sofern keine Wahlen stattfinden, schließt sie Sitzungsperiode jeweils am 15. Dezember. Im Falle von zu absolvierenden Wahlen ist dieser Zeitpunkt dagegen auf den 15. September vorverlagert. In einem solchen Fall beginnt die Sitzungsperiode des darauffolgenden Jahres dann bereits am 15. Februar.
Den Vorsitz der Generalversammlung führt der Vizepräsident Uruguays. Dies ist im Jahre 2012 Danilo Astori. Sofern nach einer Wahl noch kein Vizepräsident bestimmt ist, übernimmt die Leitungsfunktion ein Senator derjenigen Liste (Partei), die die meisten Stimmen auf sich vereinigt hat.